# Coop (Švicarska)
Coop je jedan od najveći po veličini, švicarski trgovački lanac i zadruga s preko 2.6 milijuna članova.

## Povijest
- 1890. Coop je osnovan u Oltenu.

## Tvrtke
Tvrtke koje su u vlasništvu Coop-a.:
- Swissmill, Zürich
- Chocolats Halba, Wallisellen
- Nutrex, Busswil (Bern)
- CWK, Winterthur
- Pasta Gala, Morges
- Steinfels Cleaning Systems SCS, Winterthur
- Reismühle Brunnen, Brunnen
- Sunray, Pratteln
- Coop Restaurants,
- Coop City Warenhäuser,
- Coop Bau+Hobby-Märkte,
- Interdiscount,
- Toptip,
- Lumimart,
- IMPORT Parfumerie,
- CHRIST,
- Coop Vitality Apotheken
- Coop Pronto Tankstellen

## Vanjske poveznice
|  | Zajednički poslužitelj ima još gradiva o temi Coop |

- Službene stranice